# Gobernación de Di Car
Di Car o Ḏhī Qār (en árabe: ذي قار‎) es una de las dieciocho gobernaciones que conforman la república de Irak. Su capital es Nasiriya. Ubicada al sur del país, limita al norte con Wasit, al este con Mesena, al sur con Basora, al oeste con Mutana y al noroeste con Cadisia. 